# Mas de l'Arany
El Mas de l'Arany és un mas considerat com un monument protegit com a bé cultural d'interès local del municipi de Cambrils (Baix Camp).

## Descripció
La masia es troba a la urbanització Cambrils-Mediterrani. prop de la riera de Riudecanyes, vora la platja. Hi ha mines de construcció quadrangular de pedra (paredat i carreus), amb torretes als angles, de les que només en resta la part inferior de la del nord-est. Hi trobem també un tanc de pedra mutilada, actualment amb un vallat metàl·lic. Va tenir voltes longitudinals de canó apuntades, amb cintra de canyes, i al costat oest, construccions baixes de volta, com sitges. Al costat est, hi ha la masia, possiblement del segle xviii.
També s'hi pot trobar una bassa i altres elements del segle passat.

## Història
La masia fou construïda en el segle xviii aprofitant restes més antics, possiblement del XV, dels que encara hi ha indicis mig enderrocats, i es van realitzar posteriors ampliacions durant el segle xix. Actualment ha quedat envoltat per la urbanització Cambrils-Mediterrani i es troba en estat ruïnós.